# Dave Sharp
Dave Sharp, pseudonimo di David Kitchingman (Salford, 28 gennaio 1959), è un chitarrista e cantautore inglese, meglio noto per essere stato il chitarrista della rock/new wave band The Alarm..

## Carriera

### Seventeen/The Alarm
Dave Sharp iniziò a suonare con la band Seventeen negli anni '70, e fece il suo debutto discografico col singolo "Don't Let Go" / "Bank Holiday Weekend". Dopo che i Seventeen si sciolsero nel 1980, la band si riformò come The Alarm, ed ebbe un notevole successo negli anni '80, registrando 5 album in studio, fino allo scioglimento nel 1991.

### The Hard Travelers
Verso la fine del 2007 Sharp, dopo aver trascorso la maggior parte del tempo dallo scioglimento degli Alarm suonando solo acusticamente, era pronto a formare una nuova band. Fu messo in contatto con Henry McCullough e, dopo alcuni giorni insieme in Irlanda, si formò il nucleo dei The Hard Travelers. L'intenzione della nuova band era quella di portare le canzoni di Woody Guthrie a un nuovo pubblico. Per completare la formazione, Sharp e McCullough arruolarono Zoot Money alle tastiere, Gary Fletcher al basso, e Colin Allen alla batteria. Gli Hard Travelers si esibirono solo poche volte prima che la band si dissolvesse

### AOR
Nell'aprile del 2008 Sharp lanciò la sua versione degli Alarm, AOR - Spirit of The Alarm, per rendere popolari le scalette americane della band dalla fine degli anni '80. Insieme ai musicisti Wayne Parry, Dave Black, Tom Szakaly e Si Smith, gli AOR debuttarono al Glasgow Rockers il 18 aprile, in seguito supportando The Damned al Heywood Civic Centre a sostegno della Sophie Lancaster Foundation il 26 novembre 2008.
Negli anni 2010 Dave Sharp ha anche suonato regolarmente come supporto per i riformati Alarm, incluso il tour Viral Black 2017.

## Discografia

### Album da solista
- Hard Travellin' (1991), I.R.S. Records.
- Downtown America (1996), Dinosaur Entertainment.